# Terminal aeroportuaria

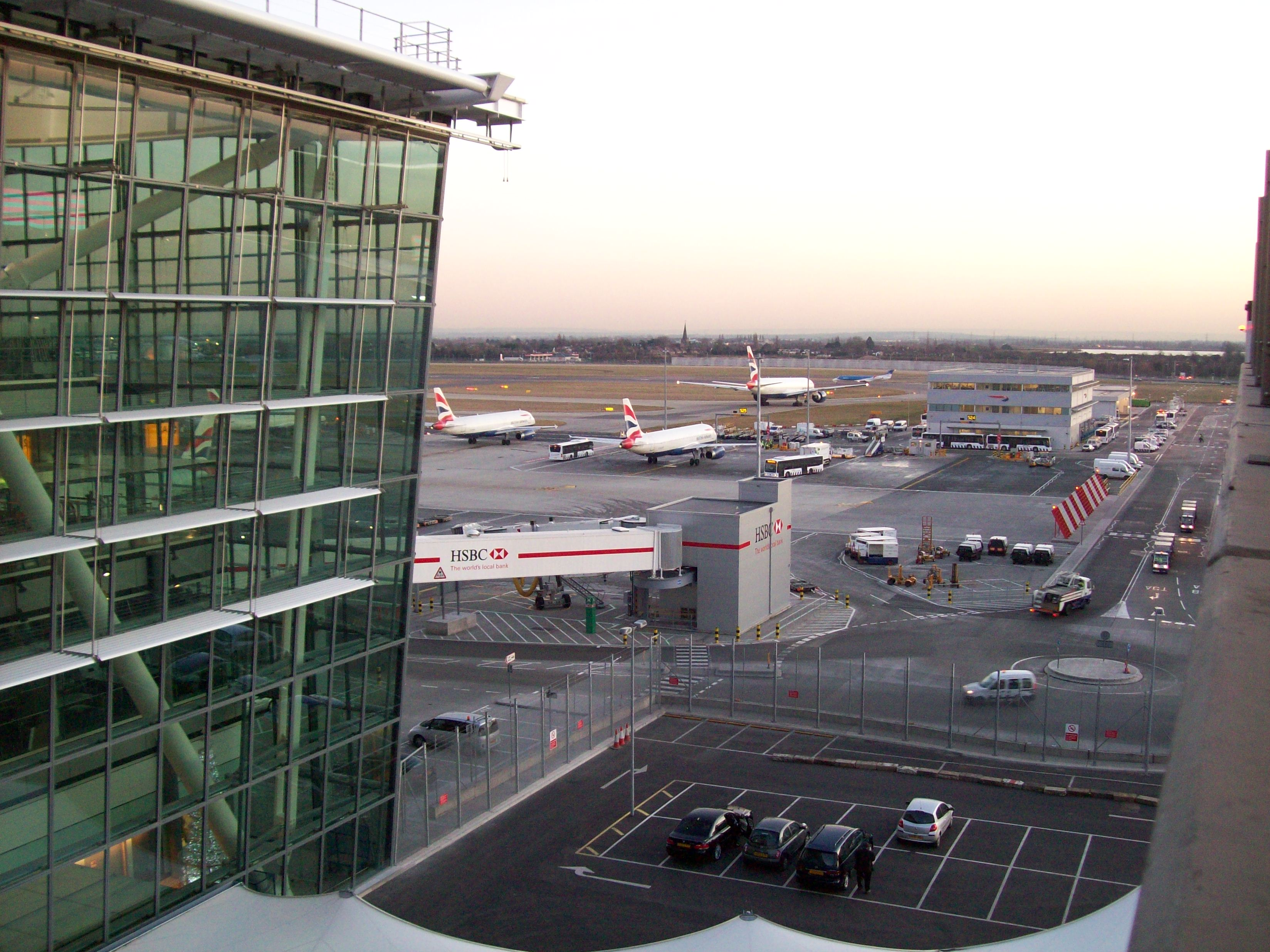
Terminal 5 en el aeropuerto de Heathrow, Reino Unido, el aeropuerto más congestionado del mundo.

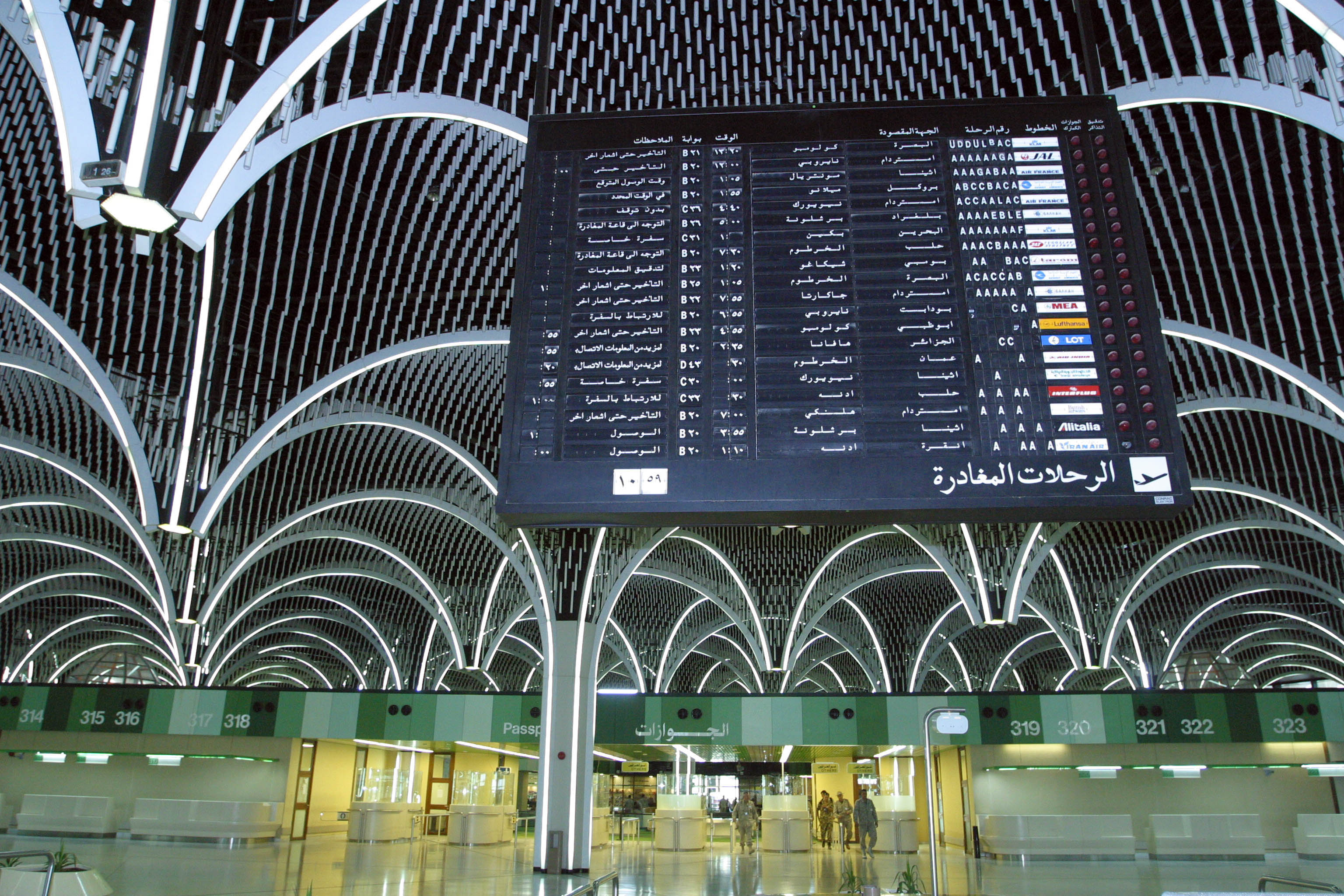
La terminal del Aeropuerto Internacional de Bagdad, Irak

Una terminal aeroportuaria es un edificio en un aeropuerto donde los pasajeros pasan del transporte terrestre y las instalaciones que estas contienen para embarcar y desembarcar de los aviones.
Dentro de la terminal, los pasajeros adquieren billetes, facturan sus equipajes, y pasan los controles de seguridad. Los edificios que dan acceso directo al avión (a través de puertas) son conocidos comúnmente como sala de embarque. Sin embargo, los términos "terminal" y "sala de embarque" son a veces usados indistintamente, dependiendo de la configuración del aeropuerto.
Los pequeños aeropuertos tienen una terminal mientras que los aeropuertos grandes tienen varias terminales y/o salas de embarque. En los aeropuertos pequeños, el único edificio terminal sirve típicamente todas las funciones de una terminal y una sala de embarque.
Algunos aeropuertos grandes tienen una terminal que está conectada a múltiples salas de embarque a través de cintas, pasarelas o túneles subterráneos (como en el Aeropuerto Internacional de Denver). Algunos aeropuertos grandes tienen más de una terminal, cada una de ellas con una o más salas de embarque (como en el neoyorquino aeropuerto LaGuardia). Por el contrario en otros grandes aeropuertos tienen múltiples terminales cada una de las cuales incorpora las funciones de la sala de embarque (como en el Aeropuerto Internacional de Dallas/Fort Worth).
La mayoría de terminales aeroportuarias están construidas con un estilo plano. Sin embargo, algunas, como la del Aeropuerto Internacional de Bagdad, son monumentales en altura, mientras que otras están consideradas piezas maestras arquitectónicas, como la Terminal 1 en el aeropuerto Charles de Gaulle cerca de París o la Terminal 5 del aeropuerto JFK de Nueva York. Unas pocas fueron diseñadas para reflejar la cultura de un área en particular, siendo algunos ejemplos las del Aeropuerto de Albuquerque Sunport en Nuevo México, que está basado en el estilo Pueblo Revival popularizado por el arquitecto John Gaw Meem, así como la terminal del Aeropuerto Internacional de Bahías de Huatulco en Huatulco, Oaxaca, México, que muestra algunos palapas interconectados para formar la terminal del aeropuerto.

## Diseños de terminal aeroportuaria
Debido al rápido crecimiento de personas en vuelos de pasajeros, muchas de las primeras terminales fueron construidas en los treinta-cuarenta y reflejan el estilo arquitectónico popular en ese momento del art decó. Un ejemplo superviviente de 1940 es la terminal del aeropuerto municipal de Houston. Las primeras terminales aeroportuarias abiertas fueron construidas directamente a nivel de suelo: los pasajeros debían caminar o tomar un autobús hasta su avión. Este diseño es todavía habitual en aeropuertos pequeños, e incluso algunos aeropuertos grandes cuentan con "puertas bus" para acomodar aviones más allá de la terminal principal.

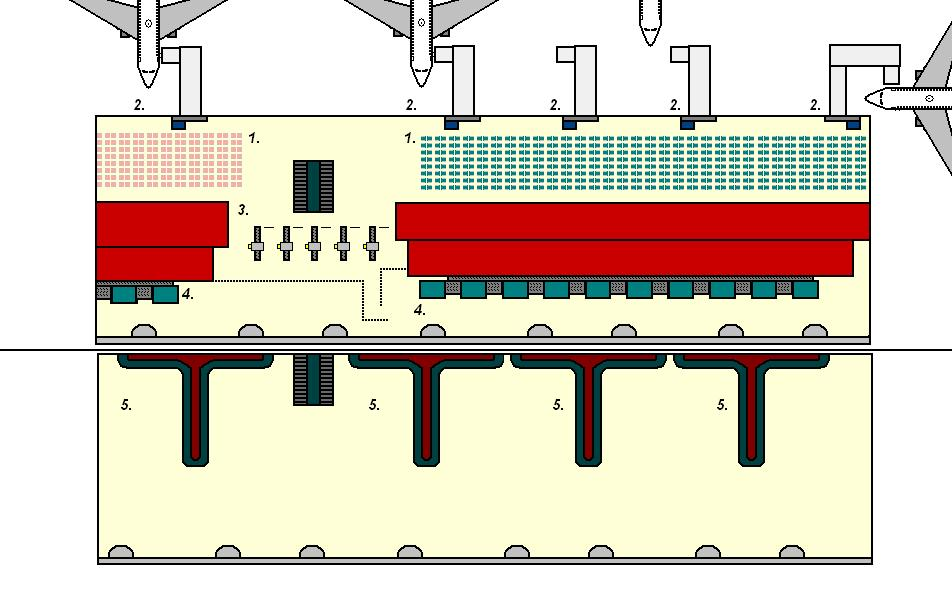
Diseño típico de una terminal, mostrando el nivel de salidas (mitad superior de la imagen) y el nivel de llegadas. 1. Sala de embarque. 2. Puertas y pasarelas. 3. Control de seguridad. 4 Facturación de equipajes. 5. Hipódromo de equipajes

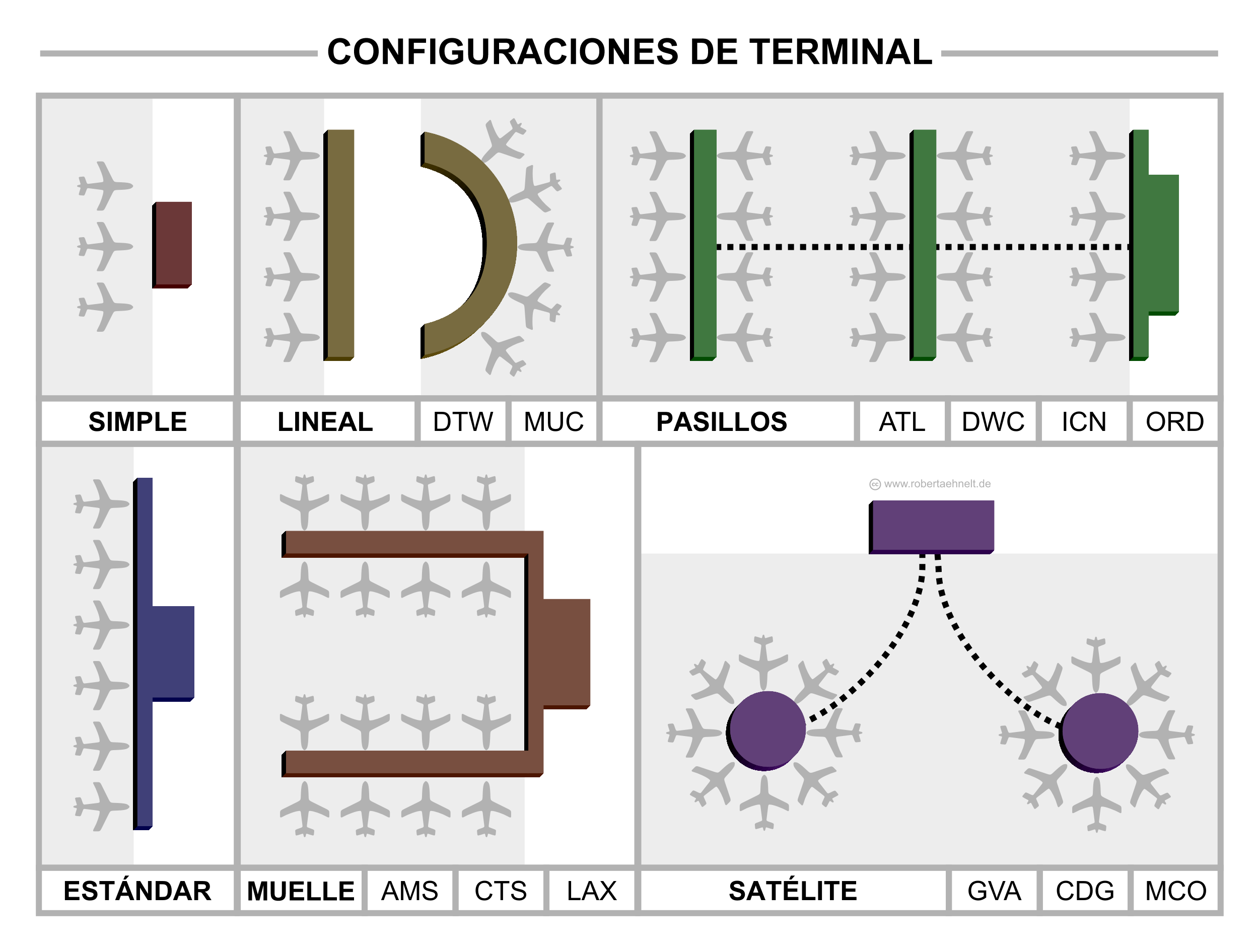
Diseños típicos de terminales de pasajeros con sus conexiones.

### Muelle

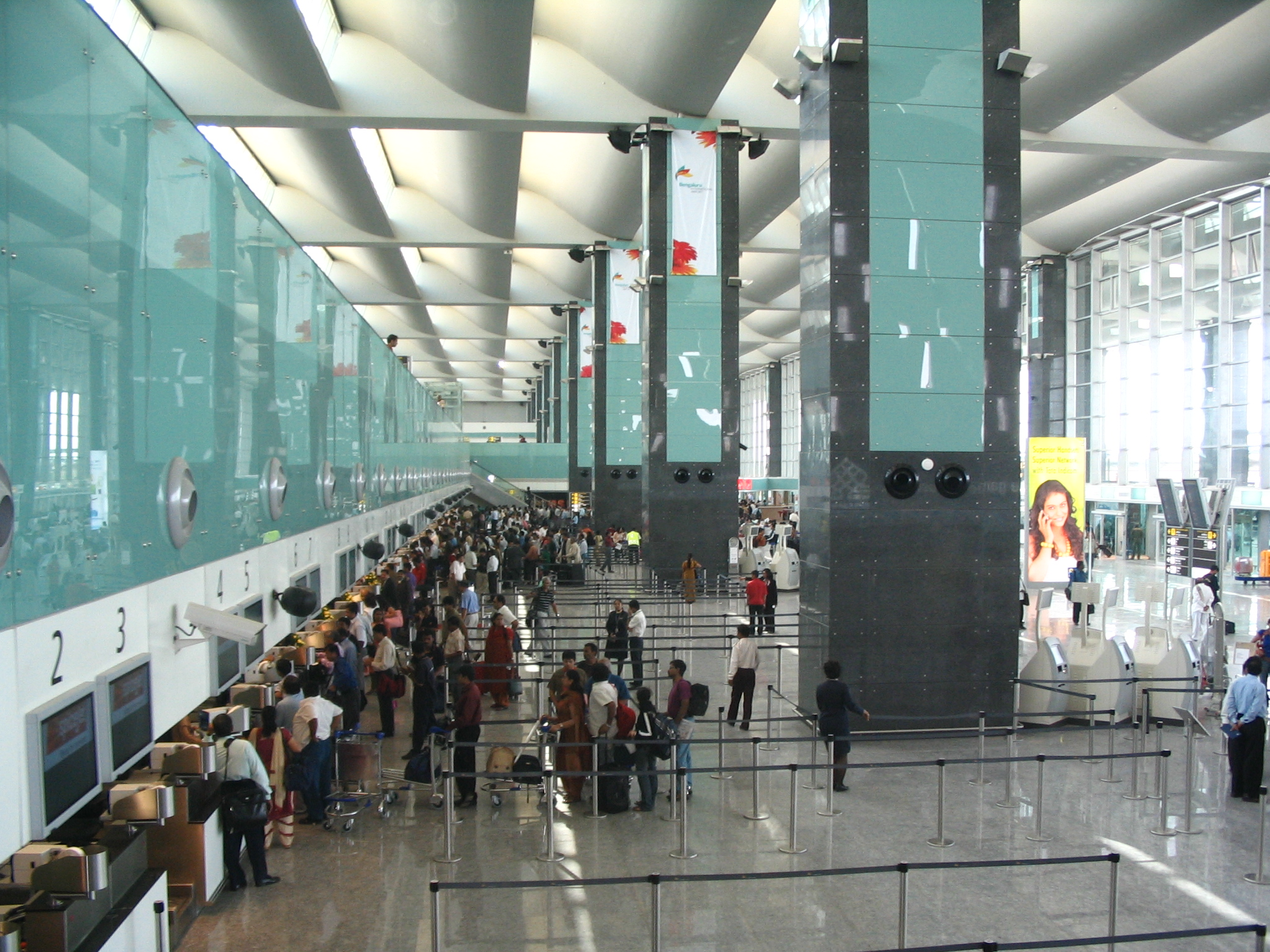
Mostradores de facturación en el Aeropuerto Internacional de Bengaluru, India.

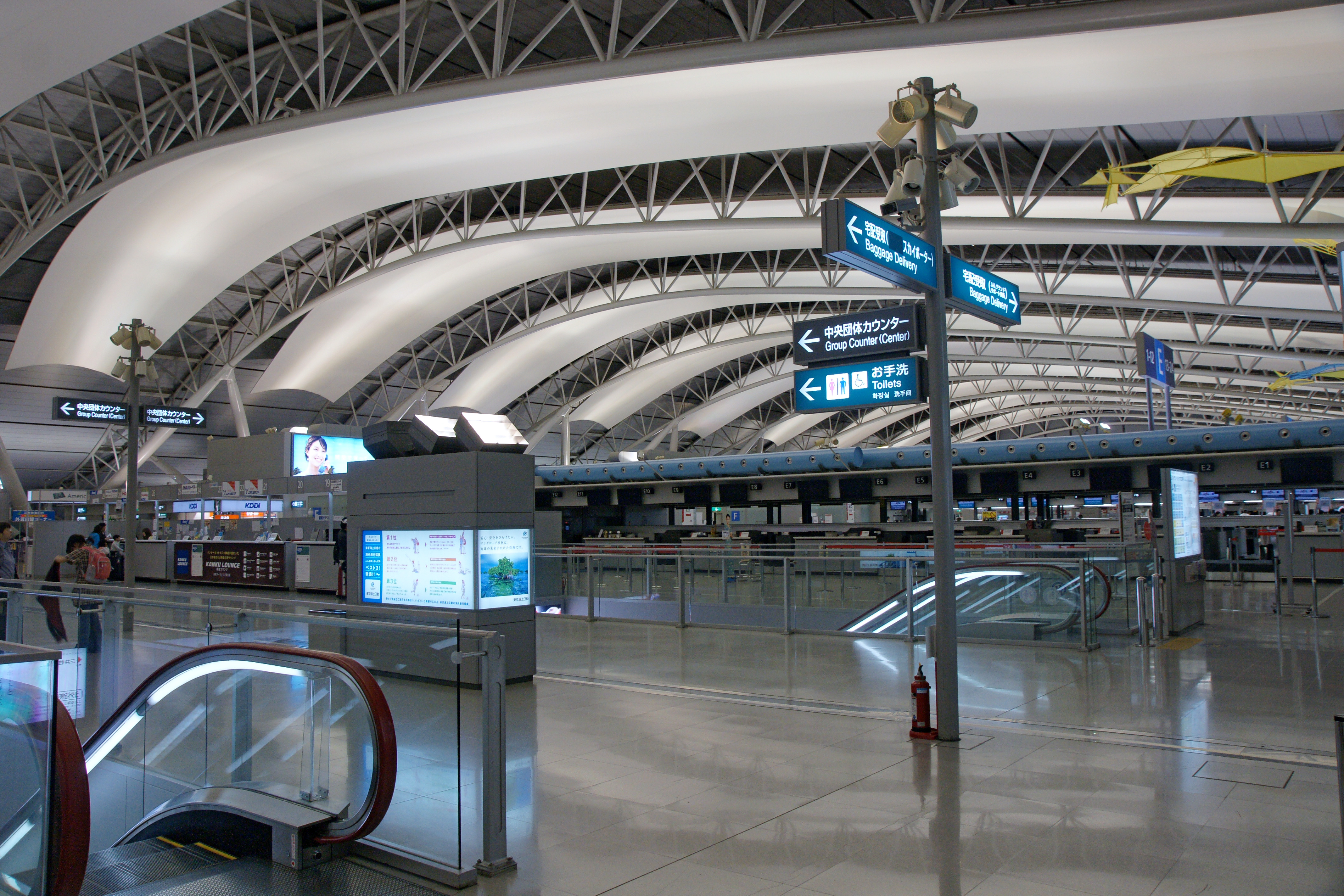
Sala de venta de billetes en la cuarta planta del Aeropuerto Internacional de Kansai, Japón.

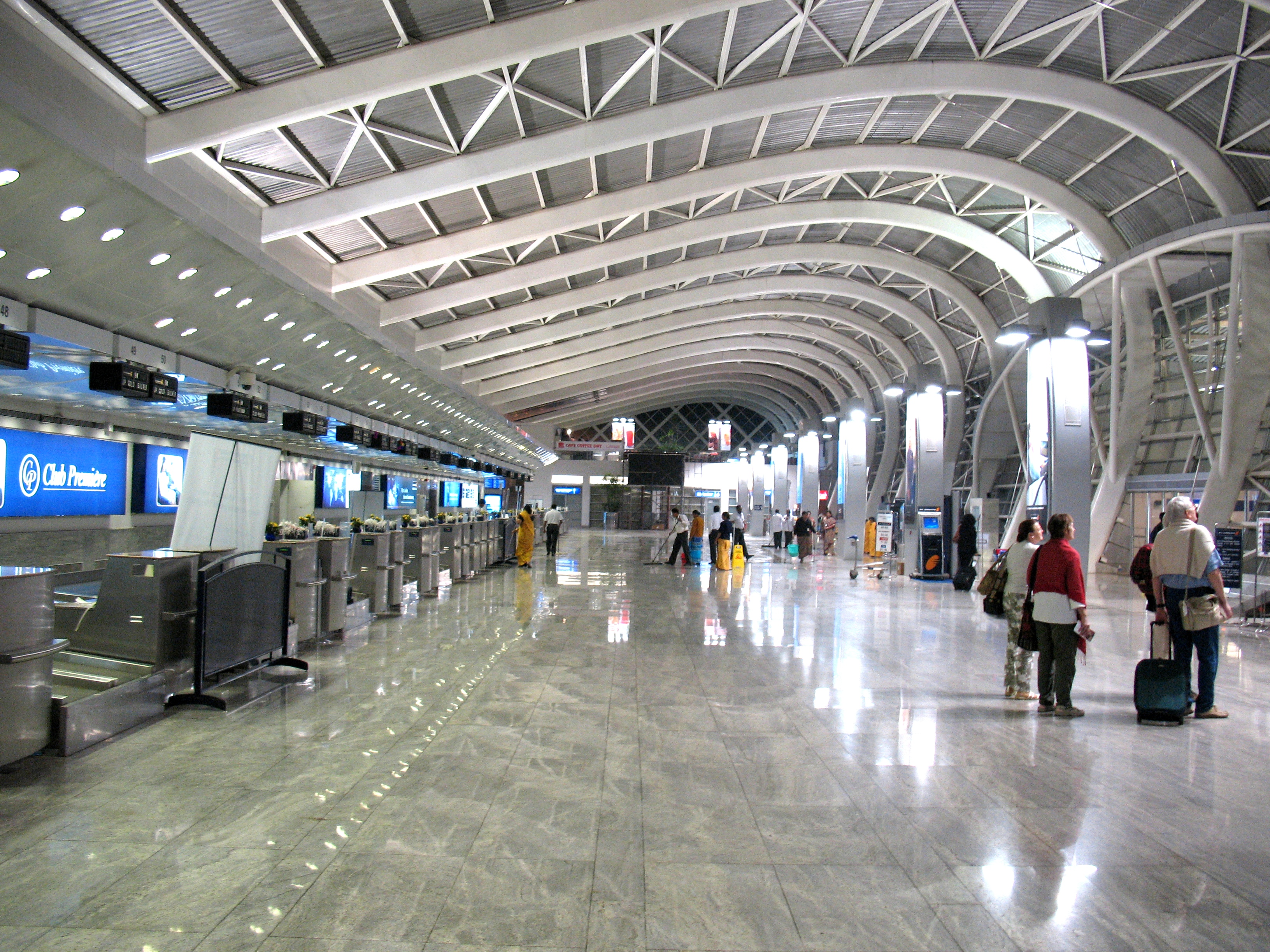
Aeropuerto de Mumbai, India.

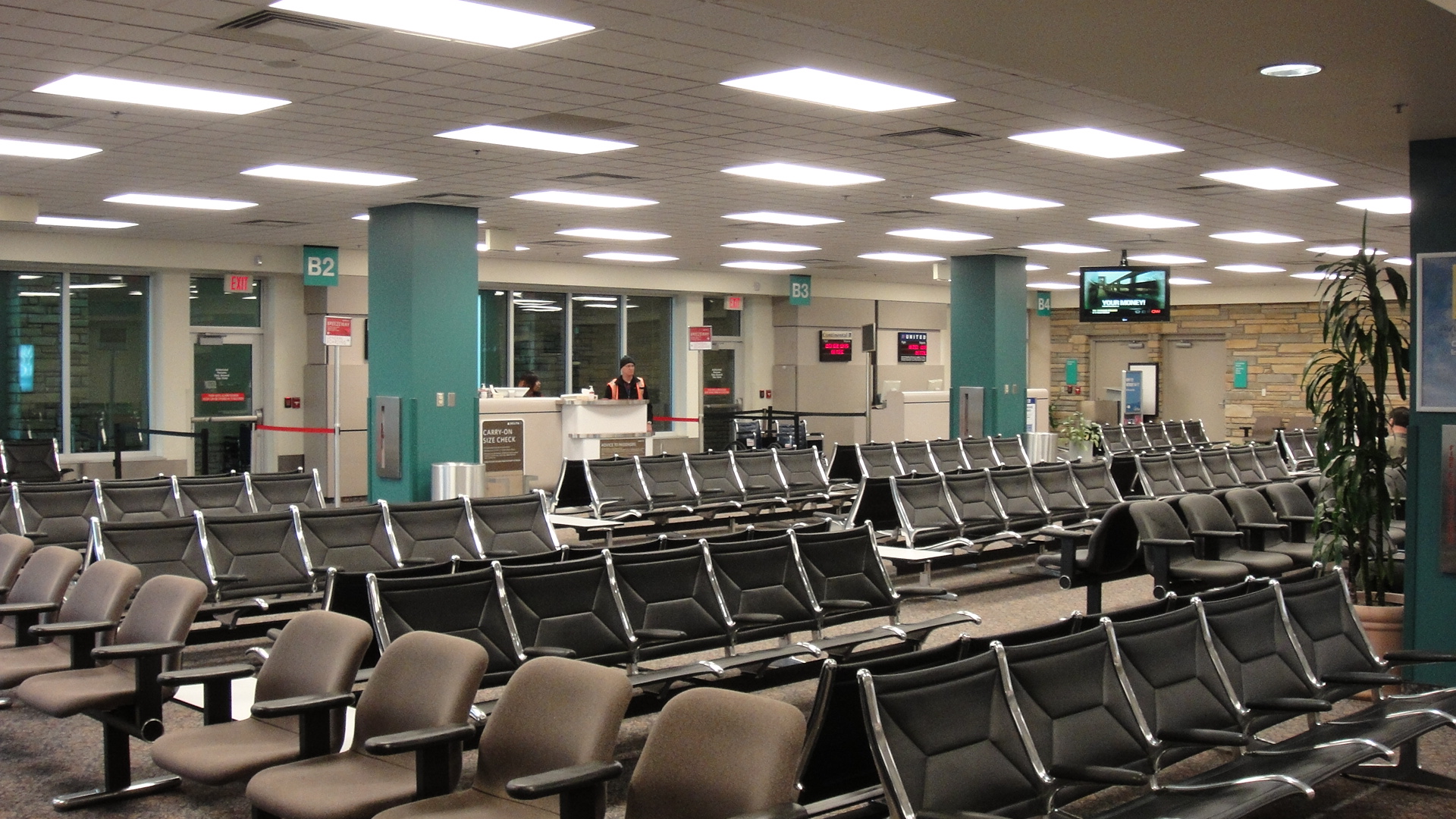
Entrada a las puertas en el Aeropuerto Regional de Asheville, Estados Unidos.

Un diseño de muelle se trata de un largo y estrecho edificio con estacionamiento de aeronaves a ambos lados. Uno de los extremos coincide con el área de venta de billetes y reclamación de equipajes. Los muelles ofrecen una alta capacidad de aeronaves y un diseño simplista, pero propiciando a menudo largas distancias desde los mostradores de facturación hasta la puerta (de hasta ochocientos metros en el aeropuerto internacional de Kansai). Muchos de los grandes aeropuertos internacional tienen muelles, incluyendo el de Chicago: Aeropuerto Internacional O'Hare, el Aeropuerto Internacional de Lárnaca, el aeropuerto de Fráncfort del Meno, el aeropuerto de Londres-Heathrow, el aeropuerto de Ámsterdam-Schiphol, el aeropuerto internacional de Lagos, el aeropuerto internacional de Kuala Lumpur, el aeropuerto internacional de Bangkok, el Aeropuerto Internacional de Beirut, el aeropuerto internacional de Hong Kong, el aeropuerto internacional Allama Iqbal y el Aeropuerto Internacional de Miami.

### Terminal satélite
Una terminal satélite es un edificio independiente de otros edificios aeroportuarios, así que los aviones pueden estacionarse en todo su alrededor. El primer aeropuerto en usar una terminal satélite fue el aeropuerto de Londres-Gatwick. Utiliza un túnel subterráneo a recorrer a pie que une el edificio satélite con la terminal principal. Esta fue también la configuración en el aeropuerto internacional de Los Ángeles, pero tras eso se ha convertido en un nuevo pasillo de embarque. El primer aeropuerto en usar un tren automático para conectar la terminal principal con un satélite fue el aeropuerto internacional de Tampa, que aún hoy es el estándar seguido. Otros ejemplos incluyen:
- La terminal 1 del Aeropuerto Internacional Charles de Gaulle de París es una terminal satélite completamente circular. La terminal no se conecta a los aviones, sino que cuenta con 7 mini terminales alrededor del edificio principal que son conectadas por unos caminos subterráneos.
- Aeropuerto de Londres-Gatwick (Terminal Sur) es una terminal satélite circular.
- Aeropuerto Internacional de Orlando y Aeropuerto Internacional de Pittsburgh tienen terminales satélites con diversos brazos.
- El módulo A del Aeropuerto de Bruselas está conectado al edificio terminal a través de túneles subterráneos y pasarelas peatonales.
- Las puertas E del aeropuerto de Zúrich están conectadas a través de un subterráneo.
- En el Aeropuerto Internacional Logan en Boston, la Terminal A tiene dos secciones de puertas, una de las cuales es una terminal satélite conectada por una pasarela peatonal subterránea.
- El Aeropuerto Internacional de Denver, el Aeropuerto Internacional de Monterrey, el Aeropuerto Internacional de Cincinnati/Northern Kentucky, y el Aeropuerto Internacional Hartsfield-Jackson tienen terminales satélite lineales conectadas por pasajes centrales.
- El Aeropuerto Internacional de Kuala Lumpur tiene una terminal satélite en forma de cruz que es usada para vuelos internacionales.
- La terminal 2 del Aeropuerto Internacional de Cancún es una terminal irregular que se divide en dos alas, el ala principal y el ala satélite.
- El Aeropuerto Internacional de Seattle-Tacoma tiene dos terminales satélites rectangulares conectadas por un tren automático.
- El Aeropuerto Internacional Jinnah en Karachi tiene una terminal principal, dividida en dos módulos: el módulo satélite este de Jinnah, utilizado para vuelos internacionales, y el módulo satélite oeste de Jinnah, usado para vuelos de cabotaje y algunos internacionales.

### Terminales semicirculares
Algunos aeropuertos utilizan una terminal semicircular, con aviones aparcados a uno de los lados y coches en el otro. Este diseño provoca largas caminatas para pasajeros en conexión, pero tiempos muy reducidos entre el mostrador de facturación y el avión. Entre los aeropuertos diseñados en torno a este modelo se incluyen el Aeropuerto Internacional Charles de Gaulle (Terminal 2), el Aeropuerto Internacional Chhatrapati Shivaji, Mumbai (Terminal 2), el Aeropuerto Internacional de Dallas/Fort Worth, el Aeropuerto Internacional de Incheon en Seúl, el aeropuerto de Toronto Pearson, aeropuerto de Kansas City y el Nuevo Aeropuerto de Chitose de Sapporo.

### Otras
Un diseño de terminal extraño es la sala móvil, donde los pasajeros son transportados desde la puerta hasta su avión en grandes vehículos con puertas de carga directamente en la terminal y en el avión. El Aeropuerto Internacional de Washington Dulles, el Aeropuerto Internacional de la Ciudad de México, y el Aeropuerto Internacional Mirabel utilizan este diseño.
También existen configuraciones híbridas. El Aeropuerto Internacional de San Francisco y el aeropuerto de Melbourne utilizan una configuración híbrida de muelle semicircular y una configuración de muelle normal para el resto.

### Instalación de uso común
Una instalación de uso común o de diseño de terminal impide a las aerolíneas tener sus propios mostradores de facturación, puertas y sistemas IT en propiedad. Así pues, los mostradores de facturación y puertas pueden ser asignadas de manera flexible según las necesidades

## Récords
La terminal 3 del Aeropuerto Internacional de Dubái, en Dubái, Emiratos Árabes Unidos, es la mayor terminal de módulo único del mundo con un área de más de 1,5 millones de metros cuadrados en el momento de su inauguración el 14 de octubre de 2008. Puede gestionar hasta 43 millones de pasajeros.
Pekín, Hong Kong, Bangkok y Barcelona tienen la segunda, tercera, cuarta y quinta mayores terminales del mundo (986.000 m², 570.000 m², 563.000 m² y 546.000 m²) en el Aeropuerto Internacional de Pekín Capital, el Aeropuerto Internacional de Hong Kong, el aeropuerto Suvarnabhumi y el Aeropuerto de Barcelona respectivamente.

## Transporte terrestre
Muchos aeropuertos de tamaño mediano y pequeño tienen un único camino de circunvalación de dos o tres carriles que es usado por los vehículos locales privados y autobuses para dejar y recoger pasajeros.
Un aeropuerto internacional puede tener dos carreteras de acceso en niveles separados de un único sentido, una para salidas y una para llegadas. Pueden tener una conexión de ferrocarril directo a través de tren regional, metro ligero, o metro hasta el centro ciudadano o el centro del distrito de negocio de las ciudades próximas. Los mayores aeropuertos pueden tener conexión directa con las autovías cercanas. Puede haber agencias de alquiler de coches y compañías de taxi en torno a las terminales. El Aeropuerto Internacional de Hong Kong cuenta con muelles para el ferry en el lado aire para las conexiones en ferry con los destinos costeros cercanos.

## Zonas
- Preseguridad
  - Mostradores de facturación y ventas.
  - Tiendas y restaurantes.
  - Servicios de atención al cliente.
  - Oficinas de las aerolíneas.

- Filtros de seguridad

- Postseguridad
  - Tiendas libres de impuestos.
  - Tiendas de recuerdos y restaurantes.
  - Sala de embarque y llegada.
  - Sala VIP.
  - Control de aduanas y pasaportes.
  - Reclamación de equipajes.